# Analisi retrosintetica
L'approccio più comune impiegato nell'individuazione del percorso ottimale finalizzato alla realizzazione di un prodotto tramite reazione chimica è quello dell'analisi retrosintetica, conosciuta anche come retrosintesi. Questo metodo, sviluppato dal chimico Elias James Corey, consiste nel partire dal prodotto finale desiderato e immaginarlo come il risultato di una reazione effettuata su una sostanza immediatamente più semplice. In questo modo ad ogni successivo passaggio si otterranno composti via via meno complessi fino all'ottenimento di una sostanza supposta tanto semplice da poter essere considerata il reale punto di partenza. 
prodotto finale {\displaystyle \Longrightarrow } A {\displaystyle \Longrightarrow } B ... {\displaystyle \Longrightarrow } sostanza di partenza
Il simbolo {\displaystyle \Longrightarrow } è detta freccia di retrosintesi e sta ad indicare che per ciascun passaggio la reazione va letta da destra verso sinistra. Ciascuno step del processo è basato sull'individuazione di un sintone ossia di un frammento molecolare (esistente o puramente teorico) che è possibile "staccare" dalla sostanza con un'opportuna reazione per ottenerne una più semplice. 
Il procedimento è finalizzato ad individuare, tra i tanti possibili, un percorso reattivo (pattern) che abbia le seguenti caratteristiche:
1. minor numero di passaggi intermedi;
2. minor costo dei reagenti impiegati;
3. minor impatto ambientale;
4. massima resa possibile.

Terminate le valutazioni circa il progetto di sintesi, si riscrivono tutti i passaggi necessari partendo dalla sostanza individuata come punto di partenza al prodotto finale impiegando, questa volta, le frecce di equilibrio chimico e indicando tutti i reagenti necessari e le condizioni di reazione (pH, temperatura, solvente, eventuali catalizzatori ecc.).